# Бялково
Бя̀лково е село в Северна България, община Габрово, област Габрово.

## География
Село Бялково се намира на около 8 km север-северозападно от центъра на областния град Габрово, 17 km югоизточно от Севлиево и 6 km североизточно от село Враниловци. Разположено е в платото Стражата, по югоизточния долинен склон на един от ручеите, даващи началото на ляв приток на река Янтра. Преобладаващият наклон е на север при надморски височини между около 550 m в южната част на селото и 490 m в северната. Климатът е умерено – континентален, отличаващ се със студена зима и сравнително топло лято.
Общинският път до Бялково е отклонение в съседното на югозапад село Шипчените от третокласния републикански път III-4403.
Населението на село Бялково, наброявало 141 души при преброяването към 1934 г. и 13 към 1985 г., към 2019 г. наброява (по текущата демографска статистика за населението) 5 души.

## История
През 1950 г. дотогавашното населено място колиби Цàйкювци е преименувано на Бя̀лково, а през 1995 г. колиби Бялково придобива статута на село.

## Население
Преброяване на населението през 2011 г.
Численост и дял на етническите групи според преброяването на населението през 2011 г.:
|                     | Численост | Дял (в %) |
| Общо                | 4         | 100,00    |
| Българи             | 4         | 95,70     |
| Турци               | 0         | 0,00      |
| Цигани              | 0         | 0,00      |
| Други               | 0         | 0,00      |
| Не се самоопределят | 0         | 0,00      |
| Неотговорили        | 0         | 0,00      |

## Културни и природни забележителности
- Два големи извора;
- Много стари и схлупени къщи.